# 237187 Zhonglihe

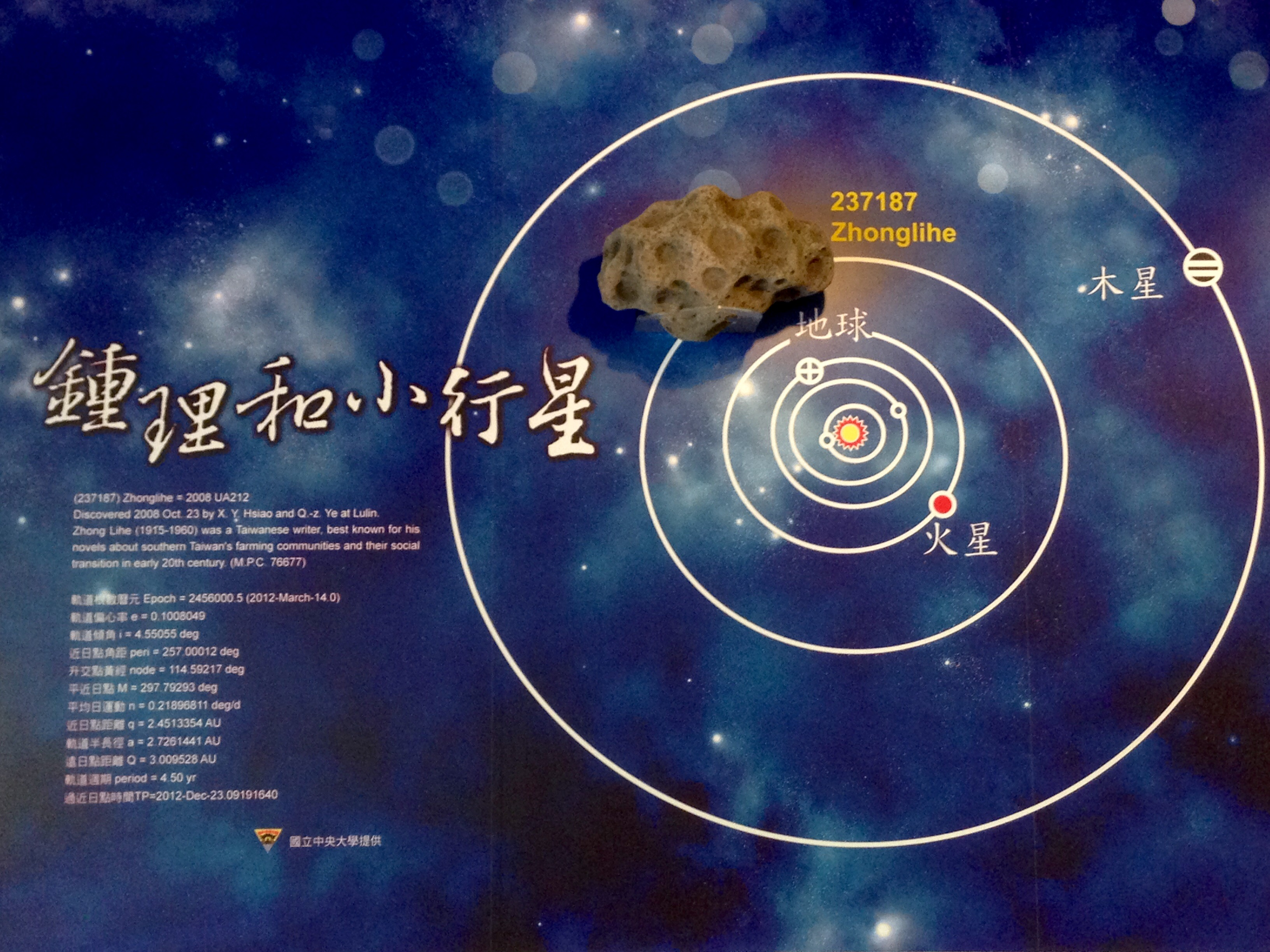
Zhonglihe

237187 Zhonglihe è un asteroide della fascia principale. Scoperto nel 2008, presenta un'orbita caratterizzata da un semiasse maggiore pari a 2,7265721 UA e da un'eccentricità di 0,1010134, inclinata di 4,55069° rispetto all'eclittica.
L'asteroide è dedicato allo scrittore taiwanese Zhong Li-he.